# Благочестие (фильм)
Благочестие (тур. Takva) — турецкий фильм 2006 года, снятый Озером Кызылтаном. Одним из продюсеров фильма был турецкий актёр Фатих Акин.

## Сюжет
Мухаррем — религиозный человек, который привык довольствоваться малым. Неожиданно шейх, который руководит группой приверженцев, замечает Мухаррема и даёт ему должность сборщика долгов. Мухаррема перевозят в офис, переодевают в деловой костюм, дают машину и личного водителя. Перемены в социальном положении пробуждают в Мухарреме давно забытые потребности, с которыми он пытается бороться.

## Критика
Фильм был отправлен от Турции на «Оскар», но не вошёл в шортлист.
В марте 2008 года фильм был показан на Бостонском кинофестивале турецкого кино.
В 2007 году фильм был показан на Берлинском кинофестивале.

### Награды
- Премия «Special award for cultural innovation» на кинофестивале в Торонто[11];
- Премия «Asia Pacific Screen Awards» «Best Performance by an Actor» — исполнителю главной роли Эркану Джану[12];
- Премии «Heart of Sarajevo for Best Film» и «CICAE AWARD» на Сараевском кинофестивале[13];
- 8 премий кинофестиваля «Золотой апельсин»[11];
- Гран-при эстонского кинофестиваля «Тёмные ночи»[14].